# Чебишевљева неједнакост сума
Чебишевљева неједнакост сума носи назив према руском математичару Пафнути Чебишеву.  Ако имамо два опадајућа низа:
{\displaystyle a_{1}\geq a_{2}\geq \cdots \geq a_{n}}
и
{\displaystyle b_{1}\geq b_{2}\geq \cdots \geq b_{n},}
онда вреди Чебишевљева неједнакост
{\displaystyle {1 \over n}\sum _{k=1}^{n}a_{k}b_{k}\geq \left({1 \over n}\sum _{k=1}^{n}a_{k}\right)\left({1 \over n}\sum _{k=1}^{n}b_{k}\right).}
Исто тако ако је један низ растући, а други опадајући:
{\displaystyle a_{1}\leq a_{2}\leq \cdots \leq a_{n}}
и
{\displaystyle b_{1}\geq b_{2}\geq \cdots \geq b_{n},}
онда вреди
{\displaystyle {1 \over n}\sum _{k=1}^{n}a_{k}b_{k}\leq \left({1 \over n}\sum _{k=1}^{n}a_{k}\right)\left({1 \over n}\sum _{k=1}^{n}b_{k}\right).}

## Доказ
Пођимо од суме
{\displaystyle S=\sum _{j=1}^{n}\sum _{k=1}^{n}(a_{j}-a_{k})(b_{j}-b_{k}).}
Ако су два низа опадајућа (односно нису растућа) онда  aj − ak и bj − bk имају исти предзнак за било који  j, k. Збога тога следи да је  S ≥ 0.
Из горње једначине и S ≥ 0 добијамо:
{\displaystyle 0\leq n\sum _{j=1}^{n}a_{j}b_{j}+n\sum _{k=1}^{n}a_{k}b_{k}-\sum _{j=1}^{n}a_{j}\,\sum _{k=1}^{n}b_{k}-\sum _{k=1}^{n}a_{k}\,\sum _{j=1}^{n}b_{j},}
Сабирајући исте чланове добијамо:
{\displaystyle 0\leq 2n\sum _{j=1}^{n}a_{j}b_{j}-2\sum _{j=1}^{n}a_{j}\,\sum _{k=1}^{n}b_{k}.}
Коначно следи:
{\displaystyle {\frac {1}{n}}\sum _{j=1}^{n}a_{j}b_{j}\geq {\frac {1}{n}}\sum _{j=1}^{n}a_{j}\,{\frac {1}{n}}\sum _{j=a}^{n}b_{k}.}

## Генерализација неједнакости
Постоји генерализирана верзија Чебишевљеве неједнакости у случају континуиранога низа у виду функције. Ако су f и g реалне интеграбилне функције на интервалу [0, 1] и ако су обе растуће или обе падајуће онда следи:
{\displaystyle \int \limits _{0}^{1}f(x)g(x)\,dx\geqslant \int \limits _{0}^{1}f(x)\,dx\int \limits _{0}^{1}g(x)\,dx.\,}